# Onciale 0133
- Papyrus
- Onciale
- Minuscules
- Lectionnaire

Le Codex 0133, portant le numéro de référence 0132 (Gregory-Aland), ε 82 (Soden), est un manuscrit du Nouveau Testament sur parchemin écrit en écriture grecque onciale.

## Description
Le codex se compose de 29 folios. Il est écrit en deux colonnes, de 33 lignes par colonne. Les dimensions du manuscrit sont 33 x 26 cm. Les experts datent ce manuscrit du IXe siècle,. Il contenant esprits et accents.
C'est un manuscrit contenant le texte incomplet de l'Évangile selon Matthieu (1,1-14; 5,3-19; 23,9-25,30; 25,43-26,26; 26,50-27,16) et Évangile selon Marc (1,1-43; 2,21-5,1; 5,29-6,22; 10,51-11,13). 
Le texte du codex représenté Texte byzantin. Kurt Aland le classe en Catégorie V. 
Il fut découvert par Thomas Abbott en 1881.
Lieu de conservation
Il est actuellement conservé à la bibliothèque de British Library (Add. 31919), à Londres.